# Summer Wine
Pour la série télévisée britannique, voir Last of the Summer Wine.
Summer Wine est une chanson écrite par Lee Hazlewood en 1966.
À l'origine, elle fut chantée en duo avec Suzi Jane Hokom.
Cependant, c'est le duo Lee Hazlewood avec Nancy Sinatra, très célèbre en 1967, qui fit de cette chanson un immense succès.
Elle marqua le duo Hazlewood-Sinatra comme étant leur première grande réussite et fut le début d'une longue coopération.
La chanson parle d'une femme qui remarque les éperons en argent d'un homme marchant dans la rue. Elle l'aborde et lui propose d'aller boire du « vin d'été » qu'elle a concocté elle-même à partir de fraises, de cerises, et d'un baiser printanier d'ange. Puis, l'homme ayant bu jusqu'à l'ivresse, tombe sous les charmes de la séductrice.
Quand il se réveille, la mystérieuse femme a disparu, et il remarque qu'elle a emporté les éperons ainsi qu'une pièce d'un dollar et une pièce d'une dime (nom de la pièce de 10 cents de dollar) . Loin de se plaindre de cette perte, il voudrait bien plutôt goûter davantage de vin d'été.
La chanson figure sur l'album Nancy & Lee sorti en 1968 et qui fait partie de la discothèque idéale de FIP.
En France c'est la version enregistrée en 1969 par Gilles Marchal et Martine Habib chez Disc'AZ en anglais qui se vendit le plus.

## Reprises
Quelques exemples de reprises de cette chanson :
- Dalida en italien sous le titre «Ci sono fiori» en 1969.
- The Corrs et Bono (U2), VH1 Live in Dublin, 2002
- Alain Bashung et Émilie Simon dans l'émission la Musicale en 2005
- Isabelle Boulay et Benjamin Biolay, Les Grands Espaces, 2011
- Martine Habib et Gilles Marchal (version la plus vendue en France)
- Marie Laforêt et Gérard Klein  en 1969 sous le titre "Le Vin de l'été"
- Ville Valo et Natalia Avelon, sous le titre "Summer wine"
- Lana Del Rey diffuse un clip vidéo sur Youtube, d'elle et de son compagnon (Barrie James O'Neill) le 18 avril 2013 reprenant le titre
- Cœur de pirate pour la bande originale de la 5e saison de la série Trauma, 2014
- RoBERT et George Pappas "Plastic Art noise" dans l'album "Like strangers do", 2014
- Nancy Boyd (feat. Demis Roussos) [Album "You Can Always Count On Me..." - 1992]
- Scooter dans leur album Sheffield
- Claude Valade et Robert Demontigny en 1967 sous le titre «Vin d'été»
- Clara Luciani et Alex Kapranos . 2019 . Olympia .
- Annie Lalalove et Mister Mat - 2021
- Reprise en khmer par Chhuon Malay (ឈួន ម៉ាឡៃ) sous le titre ស្មានថាខ្ញុំស្រឡាញ់ - année inconnue (années 1960).
- Reprise en 2017 par The Cambodian Space Project (en duo avec la chanteuse Kak Chanthy [កាក់ ចាន់ធី] et Paul Kelly).